# Birda
Birda (in ungherese Birda , in tedesco Birda) è un comune della Romania di 1955 abitanti, ubicato nel distretto di Timiș, nella regione storica del Banato. 
Il comune è formato dall'unione di 4 villaggi: Berecuța, Birda, Mânăstire, Sângeorge.
Birda è divenuto comune autonomo nel 2004, staccandosi dalla città di Gătaia.
Il principale monumento del comune è il Monastero di San Giorgio, risalente al XV secolo (presenza documentata nel 1485).